# 972

## Nașteri
- 27 martie: Robert al II-lea al Franței, regele Franței (996 - 1031), (d. 1031)

## Decese
- Ioan al XIII-lea, papă al Romei (965 și 972), (n. ?)

- Liutprand de Cremona, istoric longobard și episcop de Cremona (n. 922)